# Ivar Stavast
Ivar Stavast (Sittard, 13 januari 1998) is een Nederlandse handballer die sinds 2020 uitkomt voor het Duitse HC Elbflorenz Dresden.

## Biografie
Stavast begon met handballen bij Sittardia en via de jeugdopleiding terecht bij Limburg Lions. In 2019 verliet hij Limburg Lions om te spelen voor het Duitse ASV Hamm-Westfalen dat toendertijd uitkwam in de 2. Handball-Bundesliga. Op 31 januari 2020 werd bekend dat Stavast de club ging verlaten. ASV Hamm-Westfalen bood Stavast een tweede speelrecht bij Ahlener SG dat uitkomt in de 3. Liga, maar Stavast zag dit niet zitten. De resterende periode van dat seizoen was hij clubloos. Voor het seizoen 2020/2021 sloot Stavast zich aan bij HC Elbflorenz Dresden, dat ook uitkomt in de 2. Handball-Bundesliga.
Zijn eerste A-interland voor het Nederlands team speelde Stavast op 21 december 2016 tegen Zuid-Korea.

## Privé
Zijn vader, Gerrit Stavast, is een voormalig handbaldoelman op hoog niveau.